# Aleksandr Zasiadko
Aleksandr Dmítrievich Zasiadko (en ruso: Алекса́ндр Дми́триевич Зася́дко) ingeniero de artillería del Ejército Imperial Ruso, de origen ucraniano, teniente general de artillería. Diseñador y especialista en desarrollo de armas de misiles.

## Biografía
Zasiadko nació en Lyutenka, una población de la provincia de Hadiach, perteneciente al Condado de Poltava. Su familia era de origen cosaco, y su padre, Dmitriy Zasiadko, procedía del Sich de Zaporozhia
Se educó desde cadete en la academia militar, donde se graduó en 1797.
Participó en la campaña italiana del general Aleksandr Suvórov de 1799; y luchó en la Guerra ruso-turca (1806-1812), en la Invasión napoleónica de Rusia (1812), y en las campañas extranjeras del Ejército ruso (1813-1814).
En 1820 dirigió diversas instituciones de la artillería rusa, además del arsenal de San Petersburgo y la fábrica de pólvora del gobierno de Okhtinsky. Fue durante su trabajo en la planta de Okhta cuando en 1817 se probaron los primeros cohetes en la fábrica. Inventó un tipo de cohete con un alcance de 6000 metros, cuando en aquella misma época, el cohete Congreve que utilizaba el Ejército Británico (ideado por William Congreve), apenas recorría 2700 metros. Durante sus experimentos, llegó a calcular la cantidad de pólvora necesaria para enviar un cohete a la luna. Por primera vez en el mundo, diseñó un lanzacohetes múltiple, con el que era posible lanzar hasta 6 cohetes a la vez (precursor de los modernos lanzamisiles).
En 1827 fue nombrado Jefe del Estado Mayor General (Feldsegmehmeister). En la campaña turca de 1828 dirigió la artillería durante los sitios de Brăila y de Varna (actualmente en Rumanía y Bulgaria respectivamente). Los cohetes jugaron un papel importante durante la captura de estas fortalezas.
Se le otorgó el rango de teniente general en 1829, y se retiró del servicio en 1834. Murió el 27 de mayo de 1837 en la ciudad de Járkov.

## Condecoraciones
- Orden de San Jorge de IV grado
- Orden de San Jorge de III grado
- Orden de Santa Ana de II grado con diamantes
- Orden de San Vladimiro de IV grado con arco
- Orden de San Vladimir de III grado
- Sable Dorado por su valentía
- Máximo Reconocimiento
- Orden de San Vladimir de II grado
- Orden de Santa Ana de I grado con diamantes
- Orden prusiana "Pour le Mérite"

## Reconocimientos
- El cráter lunar Zasyadko lleva este nombre en su memoria.[4]
- Un sello postal de Ucrania muestra su imagen.[5]
- La novela de Yuri Nikitin "El sable Dorado", relata su vida.